# Каратуманов Олег Юрійович
Каратуманов Олег Юрійович — український політик. Народився 26 жовтня 1962 р.
З квітня 2002 по березень 2005 — Народний депутат України 4-го скликання, обраний по виборчому округу № 182
Харківська область Член Аграрної (згодом — Народної) партії України.